# Бану Абдул Кајс
Бану Абдул Кајс (арап. بنوعبدالقيس‎‎) је древно арапско племе из огранка северних арапских племена Раби`. У предисламским временима, племе Абд ел Кајс је често нападало Иран. Када је стекао довољан узраст да управља државом, Шапур II је издао своју прву наредбу којом је наредио да се казни Абд ел Кајс. Он је предводио војску у Персијском заливу и разорио велике диелове Источне Арабије и Сирије, а на свом путу је побио већину Абд ел Кајса. Касније током своје владавине, Шапур је преместио многе људе из племена Абд ел Кајс у покрајину Керман у Ирану.
Током арапског освајања Ирана, племе Абд ел Кајс је мигрирало у Иран у великом броју и спровело обимне рације у јужном Ирану. Велике групе њих су се населиле у Тавазу близу Далака у провинцији Бушер. Почетком 8. века, 4.000 Абд ел Кајс ратника пратило је Котаибу на у његовом походу на Хорасан у Ирану.
Племе Абд ел Кајс је било један од становника обале источне Арабије, укључујући острво Бахреин. Постоји много празнина и недоследности у родним изворима Абд ел Кајса у Бахреину, па су Бахарнци вероватно потомци етнички мешовите популације. Бахраинско друштво се традиционално поделило на три генеалошке категорије: "ансаб" (јасне генеалогије), "ла ансаб" (нејасно генеалогије) и "бани кхудаир" (странац). Према једном аутору, Бахарна су вероватно "ла ансаб" јер имају нејасне родословне податке.

## Религија
Абд ел Кајс су углавном били хришћани пре доласка Ислама.

## Остаци племена
- Ујунидска династија